# 조감도

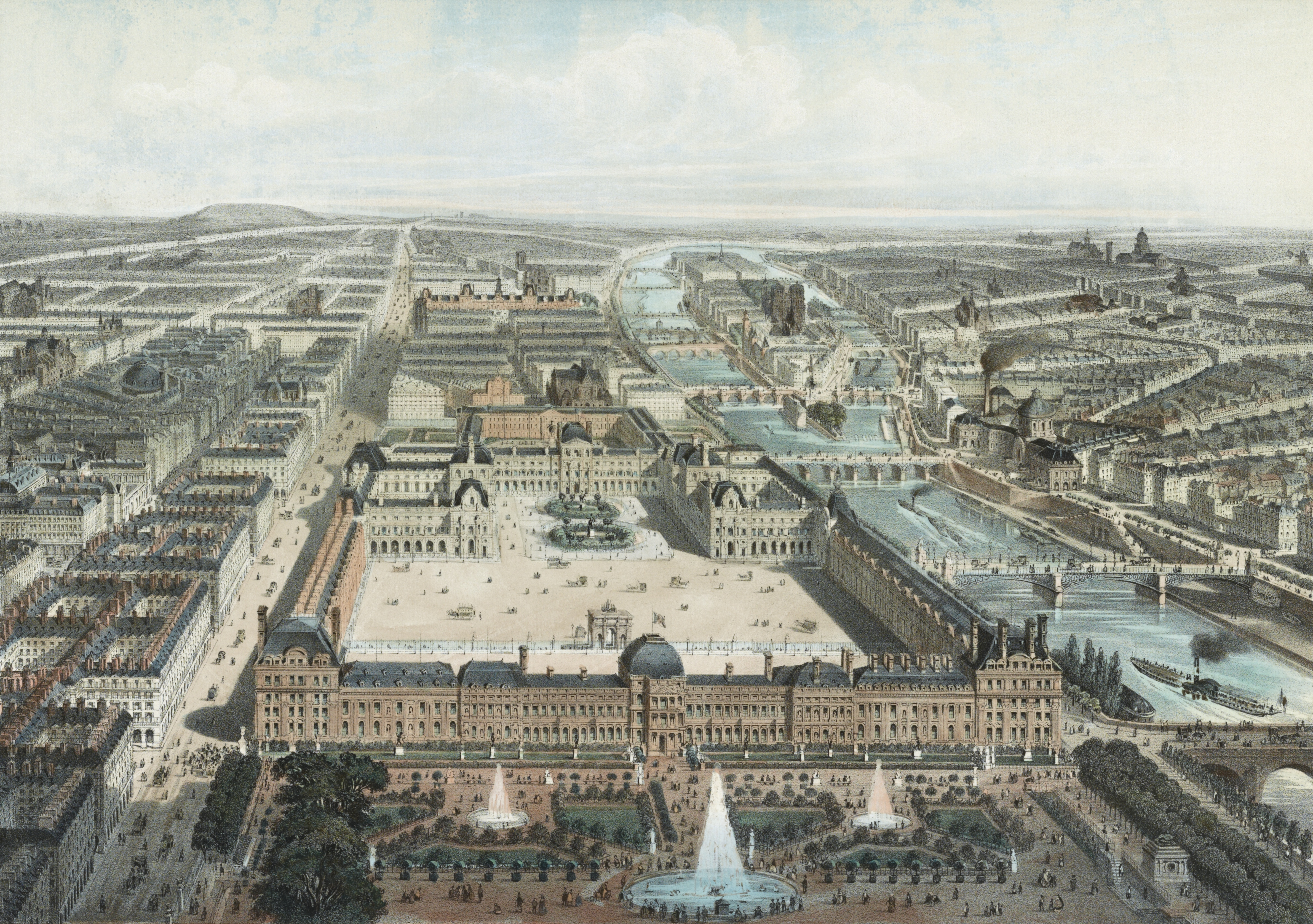
1850년 프랑스 파리의 조감도

조감도(鳥瞰圖, 영어: bird's-eye view, 유의어: aerial view, aerial viewpoint)는 새가 하늘에서 내려다보듯 땅의 기복을 표현한 지도 또는 그림이다. 보이는 범위 전체를 조감도로 만들기는 곤란하므로, 대개 블록 다이어그램으로 표시한다. 블록 다이어그램은 표현하려고 하는 양끝의 단면을 그리고, 한쪽을 가까운 쪽으로 하고 다른 한쪽은 먼 쪽으로 하여 그 사이의 지형을 스케치하듯 그려 나간다.

## 같이 보기
- 항공 사진
- 아르키메데스 점
- 카메라 각도
- 구글 어스
- 앙각 쇼트

## 참고 자료
- 이 문서에는 다음커뮤니케이션(현 카카오)에서 GFDL 또는 CC-SA 라이선스로 배포한 글로벌 세계대백과사전의 내용을 기초로 작성된 글이 포함되어 있습니다.